# Chastain
Chastain es una banda de heavy metal formada por el guitarrista David T. Chastain en Cincinnati, Estados Unidos. Han lanzado hasta la fecha más de diez álbumes de estudio, y entre sus filas han contado con músicos reconocidos, como el caso de Fred Coury, baterista de Cinderella.

## Alineación

### Músicos actuales
- Leather Leone - voz (1984-1992, 2013-presente)
- David T. Chastain - guitarra (1984-presente)
- Mike Skimmerhorn - bajo (1984-1989, 2013-presente)
- Stian Kristoffersen - batería (2013-presente)

### Antiguos
Guitarra:
- Pat O'Brien

Bajo:
- David Harbour
- Kevin Kekes
- Dave Starr

Batería:
- Fred Coury
- Ken Mary
- John Luke Hebert
- Dennis Lesh
- Stygian
- Larry Howe

## Discografía
- Mystery of Illusion (1985)
- Ruler of the Wasteland (1986)
- The 7th of Never (1987)
- The Voice of the Cult (1988)
- For Those Who Dare (1990)
- Sick Society (1995)
- In Dementia (1997)
- In an Outrage (2004)
- The Reign of Leather  (2010)
- Surrender To No One (2013)[3]
- We Bleed Metal  (2015)